# Porto Alegre (stad)
Porto Alegre (IPA: [ˈpoɾtʊ aˈlɛɡɾɪ]) is een gemeente en een van de grootste steden in het zuiden van Brazilië. De stad is de hoofdstad van de staat Rio Grande do Sul. Het inwonertal bedroeg 1.332.570 in 2022. De stad is een belangrijke rivierhaven aan de monding van vier belangrijke rivieren in de Rio Guaíba.
Porto Alegre was reeds enkele malen de locatie van het Wereld Sociaal Forum, een jaarlijkse bijeenkomst voor andersglobalisten.

## Aangrenzende gemeenten
De gemeente grenst aan Alvorada, Cachoeirinha, Canoas, Eldorado do Sul, Nova Santa Rita, Triunfo en Viamão. En over water (Lago Guaíba) met Barra do Ribeiro en Guaíba.

## Verkeer en vervoer
De plaats ligt aan de wegen BR-116, BR-290 en BR-448.
Bij de plaats ligt de luchthaven Salgado Filho International.

## Sport
Voetbal is de belangrijkste sport van de stad. Er is een grote rivaliteit tussen Internacional en Grêmio. Internacional werd drie keer landskampioen, won tweemaal de Copa Libertadores en werd wereldkampioen in 2006. Grêmio werd twee keer landskampioen, won driemaal de Copa Libertadores en won de wereldbeker in 1983. Het Estádio Beira-Rio van Internacional was een speelstadion op het WK 2014.
Porto Alegre was ook een van de speelsteden van het wereldkampioenschap voetbal 2014. Op 18 juni 2014 speelde het Nederlands voetbalelftal hier zijn tweede groepswedstrijd tegen Australië.

## Stedenbanden
Zustersteden van Porto Alegre:
- Buenos Aires, Argentinië
- La Plata, Argentinië
- Rosario, Argentinië
- Natal, Brazilië
- Suzhou, China
- Parijs, Frankrijk
- Morano Calabro, Italië
- Kanazawa, Japan
- Horta, Portugal
- Portalegre, Portugal
- Ribeira Grande, Portugal
- Sint-Petersburg, Rusland
- Austin, Verenigde Staten
- Newark, Verenigde Staten
- Punta del Este, Uruguay